# Ligament talo-calcanéen postérieur
Le ligament talo-calcanéen postérieur (ou ligament astragalo-calcanéen postérieur ou ligament calcanéo-astragalien postérieur) est un ligament de l'articulation subtalaire.

## Description
Le ligament talo-calcanéen postérieur est une bande courte qui relie le tubercule latéral du processus postérieur du talus au bord supérieur et médial du calcanéus. 
Parfois il est nait de deux faisceaux naissant des tubercules postérieur et médial du talus. Si l'os trigone est présent, il s'y attache en donnant le ligament calcanéo-trigonal.